# Gewone tandklauw
De gewone tandklauw of roodpotige breedhalsloopkever (Calathus fuscipes) is een keversoort uit de familie van de loopkevers (Carabidae). De wetenschappelijke naam van de soort werd in 1777 gepubliceerd door Johann August Ephraim Goeze. Hij komt voor in schaduwrijke, relatief droge habitats: weiden, velden, balken en steppen; van de laaglanden naar de bergen.

## Kenmerken
De kevers zijn middelgroot (10-14 mm), bijna zwart (poten zijn lang, slank, geelrood; antennes zijn roodbruin). De vleugels zijn verkort (brachypteric), zelden grootvleugelig. 